# Чан Вонйон
Чан Вон Йон, також Чан Вонйон і Чан Воньон (кор. 장원영, 張員瑛, англ. Jang Won-young, нар. 31 серпня 2004, Сеул, Південна Корея) — південнокорейська співачка та танцюристка, учасниця гурту IVE, та колишня учасниця проєктного гурту IZ*ONE. Посіла перше місце на шоу на виживання Produce 48, після чого дебютувала у IZ*ONE, 29 жовтня 2018 року. Після розформування гурту 29 квітня 2021 року, разом з іншою учасницею гурту Ан Ю Джін повернулась в своє агентство Starship Entertainment, де 1 грудня 2021 дебютувала в гурті IVE.

## Ранні роки і освіта
Чан Вон Йон народилася в Сеулі 31 серпня 2004 року. У Вон Йон є старша сестра, актриса Чан Да А, яка працює під керівництвом King Kong by Starship.
Після дебюту з Iz*One лейбл гурту Off the Record оголосив про наміри Чан Вон Йон завершити навчання через домашнє навчання у квітні 2019 року. Згодом вона залишила середню школу Йонган і склала кваліфікаційний іспит, склавши на відмінно іспити з математики, корейської та англійської мови. 9 лютого 2023 року Чан закінчила Школу сценічних мистецтв Сеула.

## Кар'єра

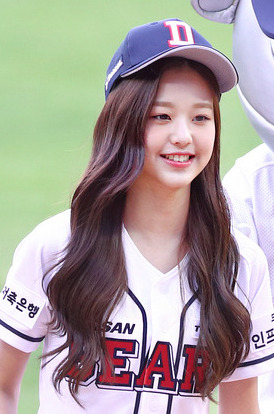
Вон Йон у жовтні 2018 року

### 2018–дотепер: Produce 48, Iz*One, Ive та сольна діяльність
З 15 червня по 31 серпня 2018 року Чан представляла Starship Entertainment разом з Ан Ю Джін і Чо Ка Хьон у телевізійному реаліті-шоу про виживання дівочої групи Produce 48. Зрештою вона посіла перше місце та дебютувала з IZ*ONE.
Корейський дебютний мініальбом Iz*One Color*Iz вийшов 29 жовтня 2018 року під лейблом Off the Record, а пісня «La Vie en Rose» стала головним синглом до нього. І мініальбом, і його головний сингл стали комерційно успішними, завдяки чому гурт здобув нагороду «Новий виконавець року» на кількох преміях, включаючи Golden Disc Awards і Seoul Music Awards.
Японський дебютний сингл гурту «Suki to Iwasetai» вийшов 6 лютого 2019 року на дочірній компанії UMG EMI Records. Разом із японським дебютом гурту, Вон Йон була обрана разом із японською учасницею Сакурою Міявакі для проведення спільного виступу Nogizaka46, Keyakizaka46 та AKB48 на музичному фестивалі FNS. У вересні 2019 року Чон дебютувала на подіумі на 29-му фестивалі моди осінь/зима 2019 Tokyo Girls Collection в Saitama Super Arena. Пізніше того ж року вона з'явилася на фестивалі в Кітакюсю. 17 лютого 2020 року Iz*One випустили свій перший корейськомовний студійний альбом Bloom*Iz, у якому Чон стала співавтором треку «Dreamlike». Музичний веб-журнал Beats Per Minute назвав пісню 19-ю найкращою піснею 2020 року, а критик Дж. Т. Ерлі похвалив пісню за її «яскраву та непереборну силу».
Після розпуску Iz*One 29 квітня 2021 року Вон Йон повернулася до Starship Entertainment як стажерка разом із колегою по лейблу Ан Ю Джін. У вересні 2021 року Вон Йон було оголошено новою ведучою програми Music Bank із Сонхуном із ENHYPEN. За виступ у програмі вони здобули нагороду «Найкраща пара» на KBS Entertainment Awards 2021. 12 жовтня її та Літика обрали ведучими Asia Artist Awards 2021, яка відбулася в грудні того ж року. 4 листопада 2021 року Starship Entertainment оголосили Чан Вон Йон однією з шести учасниць їхнього нового дівочого гурту IVE. 1 грудня 2021 року Вон Йон офіційно дебютувала як учасниця Ive з сингл-альбом Eleven, на чолі з однойменним синглом.
У вересні 2022 року Вон Йон відвідала Паризький тиждень моди 2022 як посол модних брендів класу люкс Miu Miu та Fred Joaillier. Того ж місяця її контракт як ведучої Music Bank було продовжено. 13 грудня Вон Йон разом із Літиком провели церемонію нагородження Asia Artist Awards 2022. Через три дні вона також була ведучою пісенного фестивалю KBS 2022 разом із На Ін У та Кім Сін Йон. У січні 2023 року Чан залишила пост ведучої Music Bank після шістнадцяти місяців перебування на цій посаді.
10 квітня 2023 року Ive випустили свій перший студійний альбом I've Ive, до якого Чан Вон Йон написала два треки: «Mine» і «Shine with Me». 18 серпня вона була ведучою першого концерту KCON LA 2023. Місяцем пізніше було оголошено, що Чан буде ведучою церемонії нагородження Asia Artist Awards 2023 разом із співведучими Кан Даніелем і Сон Хан Біном, яка відбудеться в грудні того ж року. Це стало третім роком поспіль, коли вона веде Asia Artist Awards. 13 жовтня 2023 року Ive випустили мініальбом I've Mine, до якого Вон Йон написала пісню під назвою «OTT».

## Інша діяльність
Ще будучи стажеркою у Starship Entertainment на початку 2018 року Чан Вон Йон була обрана моделлю до музичного кліпу під назвою «Love It Love It» для рекламної кампанії Pepsi Korea, а також YDPP і Park Sun.
Окрім своєї діяльності в Iz*One, Вон Йон з’являлася на численних обкладинках журналів (зокрема Beauty Plus, Vogue Korea та Elle Korea), а також для різних косметичних брендів у Південній Кореї (таких як Dior, Miu Miu та Laura Mercier). Вона також з’явилася у випуску GQ Korea за липень 2020 року і була включена до списку K-icons для Miu Miu під час Тижня моди осінь/зима 2021. 2021 року Чан Вон Йон була одною із учасниць Iz*One, обраних для знімання в музичному відео «Zero:Attitude» для K-Pop кампанії Pepsi 2021. Ця промо-кампанія була співпрацею Starship Entertainment між Iz*One і Сою, за участю репера pH-1.
Після розпуску Iz*One Вон Йон знялася в кількох фільмах про моду, а саме у фільмі «Колекція Жозефін» від бренду Шоме та «Морський» від Miu Miu. 27 липня 2021 року корпорація Amorepacific оголосила, що Вон Йон обрано глобальним амбасадором її бренду натуральної косметики Innisfree. У жовтні 2021 року Чан Вон Йон офіційно оголосили новою музою бренду Kirsh. Вона представляла бренд у колекціях зима 2021 та весна/літо 2022. У випуску Harper's Bazaar Korea за грудень 2021 року, для якого вона була дівчиною з обкладинки, Вон Йон офіційно оголосили амбасадором бренду Miu Miu. Після оголошення вона з’явилася у номері журналу Y за квітень 2022 року, щоб представити весняну колекцію одягу Miu Miu 2022 та колекцію Divas’ Dream від Bvlgari.
Після дебюту Чан як учасниці Ive вона продовжила підтримувати різні модні бренди. 20 травня 2022 року її було офіційно анонсовано як нову модель для SK Telecom. У червні 2022 року її обрали моделлю разом із колегою по гурту Лісо для K-Pop кампанії Pepsi 2022. Для цієї промо-кампанії вийшло музичне відео «Blue & Black» у співпраці між гуртами Ive, Cravity та Oh My Girl. 18 липня 2022 року Вон Йон було обрано амбасадором бренду одягу для гольфу GOSPHERES. Вона представила бренд у фото для випуску Elle Korea за серпень 2022 року. 21 липня 2022 року її оголосили глобальним послом і новою музою бренду кольорових контактних лінз Hapa Kristin. 16 серпня 2022 року її обрали моделлю для французького бренду верхнього одягу Eider. Через три дні вона стала першим корейським послом французького ювелірного бренду Fred Joaillier. Відтоді вона представляла бренд у різних журналах, зокрема Marie Claire Korea, W Korea та Cosmopolitan. 2022 року газета Maeil Business Newspaper написала, що Чан Вон Йон «стала синьою фішкою у світі реклами».
У вересні 2022 року Вон Йон стала музою Suecomma Bonnie, південнокорейського бренду взуття під керівництвом Kolon Industries. Вона була моделлю для колекції осінь/зима 2022 року бренду «Young and Rich», а також для співпраці бренду з Барбі до 20-ї річниці. У лютому 2023 року Вон Йон стала новою музою південнокорейського бренду повсякденної моди SJSJ. У серпні 2023 року її обрали новою моделлю південнокорейського косметичного бренду Amuse.

## Дискографія

### Промо-сингли
| Назва                                                       | Рік  | Пікові позиції у чартах | Альбом            |
| Назва                                                       | Рік  | KOR Down.               | Альбом            |
| ----------------------------------------------------------- | ---- | ----------------------- | ----------------- |
| «Blue & Black» (with Leeseo, Hyojung, Arin, Serim & Jungmo) | 2022 | 35                      | Сингл без альбому |

### Авторство в написанні пісень
Всі дані взяті з бази даних Korea Music Copyright Association, якщо не зазначено інше.
| Назва           | Рік  | Виконавець | Альбом        | Нотатки           |
| --------------- | ---- | ---------- | ------------- | ----------------- |
| «Dreamlike»     | 2020 | Iz*One     | Bloom*Iz      | Як авторка тексту |
| «With*One»      | 2020 | Iz*One     | Oneiric Diary | Як авторка тексту |
| «Mine»          | 2023 | Ive        | I've Ive      | Як авторка тексту |
| «Shine with Me» | 2023 | Ive        | I've Ive      | Як авторка тексту |
| «OTT»           | 2023 | Ive        | I've Mine     | Як авторка тексту |

## Відеографія

### Музичні відео
| Назва                                                       | Рік  | Режисер(и)                      | Тр.  | Прим.  |
| ----------------------------------------------------------- | ---- | ------------------------------- | ---- | ------ |
| «Blue & Black» (with Leeseo, Hyojung, Arin, Serim & Jungmo) | 2022 | Чхве Йон Джі (PinkLabel Visual) | 3:37 | [ 72 ] |

### Поява в музичних кліпах
| Рік  | Назва пісні       | Виконавець | Прим.  |
| ---- | ----------------- | ---------- | ------ |
| 2018 | «Love It Live It» | YDPP       | [ 73 ] |

## Фільмографія

### Телешоу
| Рік  | Назва      | Роль     | Нотатки            | Прим.  |
| ---- | ---------- | -------- | ------------------ | ------ |
| 2018 | Produce 48 | Учасниця | Посіла перше місце | [ 11 ] |

### Ведуча
| Рік       | Назва                  | Нотатки                           | Прим.  |
| --------- | ---------------------- | --------------------------------- | ------ |
| 2021–2023 | Music Bank             | with Sunghoon and Lee Chae-min    | [ 74 ] |
| 2021      | 6th Asia Artist Awards | with Leeteuk                      | [ 75 ] |
| 2021      | 2021 KBS Song Festival | with Arin, Soobin, and Sunghoon   | [ 76 ] |
| 2022      | 7th Asia Artist Awards | with Leeteuk                      | [ 77 ] |
| 2022      | 2022 KBS Song Festival | with Kim Shin-young and Na In-woo | [ 78 ] |
| 2023      | 2023 KCON LA           | on the Friday night first concert | [ 79 ] |
| 2023      | 8th Asia Artist Awards | with Kang Daniel and Sung Han-bin | [ 33 ] |

## Нагороди і номінації
| Нагорода                 | Рік  | Категорія                               | Номінант / робота | Результат | Прим.  |
| ------------------------ | ---- | --------------------------------------- | ----------------- | --------- | ------ |
| KBS Entertainment Awards | 2021 | Best Couple Award (with Park Sung-hoon) | Music Bank        | Перемога  | [ 80 ] |
| KBS Entertainment Awards | 2021 | Rookie Award in Show/Variety Category   | Music Bank        | Номінація | [ 81 ] |
| Korea Youth Hope Awards  | 2022 | Korea Youth Hope Award (Entertainment)  | Чан Вон Йон       | Перемога  | [ 82 ] |

## Нотатки
1. ↑  Пісня «Blue & Black» вийшла як промо-сингл у співпраці з Pepsi.